# Абланіца (Ловецька область)
Абланіца (болг. Абланіца) — село в Болгарії. Знаходиться в Ловецькій області, входить до громади Ловеч. Населення становить 164 людини.

## Політична ситуація
Абланіца підпорядковується безпосередньо громаді і не має свого Кметь.
Кмети (мер) общини Ловеч — Мінчо Стойков Казанджіев (Болгарська соціалістична партія (БСП)) за результатами виборів.

## Карти
- Положення на електронній карті bgmaps.com[недоступне посилання з червня 2019]
- Положення на електронній карті emaps.bg[недоступне посилання з лютого 2019]
- Положення на електронній карті Google